# Write About Love
Write About Love (nome completo Belle and Sebastian Write About Love) è l'ottavo album discografico in studio del gruppo musicale indie pop scozzese Belle and Sebastian, pubblicato l'11 ottobre 2010. Con questo lavoro il gruppo torna a quattro anni di distanza da The Life Pursuit, l'ultimo fortunato disco in studio prodotto, come questo, da Tony Hoffer.

## Produzione
Il titolo del disco è stato svelato all'inizio del 2010, dopo che i membri musicali si erano riuniti in sala registrazione a Los Angeles per produrre del nuovo materiale. Il cantante della band, Stuart Murdoch, ha confermato che il produttore Tony Hoffer avrebbe fatto ritorno nel nuovo album, spinto dal successo del precedente The Life Pursuit.

## Tracce
1. I Didn't See It Coming – 5:02 – Sarah Martin alla voce
2. Come On Sister – 3:53
3. Calculating Bimbo – 4:21
4. I Want The World To Stop – 4:33
5. Little Lou, Ugly Jack, Prophet John – 4:33 – feat. Norah Jones
6. Write About Love – 2:53 – feat. Carey Mulligan
7. I'm Not Living In The Real World – 3:09 – Stevie Jackson alla voce
8. The Ghost Of Rockschool – 4:34
9. Read The Blessed Pages – 2:43
10. I Can See Your Future – 3:50 – Sarah Martin alla voce
11. Sunday's Pretty Icons – 3:44

## Classifiche
| Classifica (2010)     | Posizione più alta |
| --------------------- | ------------------ |
| Austria               | 40                 |
| Belgio (Fiandre)      | 51                 |
| Belgio (Vallonia)     | 77                 |
| Francia               | 54                 |
| Germania              | 38                 |
| Irlanda               | 21                 |
| Italia                | 65                 |
| Norvegia              | 28                 |
| Paesi Bassi           | 41                 |
| Svezia                | 18                 |
| Svizzera              | 37                 |
| U.S. Billboard 200    | 15                 |
| Official Albums Chart | 8                  |